# Saint-Germain-Village
Saint-Germain-Village era una comuna francesa situada en el departamento de Eure, de la región de Normandía, que el uno de enero de 2018 pasó a ser una comuna delegada de la comuna nueva de Pont-Audemer al fusionarse con la comuna de Pont-Audemer.

## Demografía
| Gráfica de evolución demográfica de Saint-Germain-Village entre 1800 y 2015 |
|                                                                             |

Los datos demográficos contemplados en este gráfico de la comuna de Saint-Germain-Village se han cogido de 1800 a 1999 de la página francesa EHESS/Cassini, y los demás datos de la página del INSEE.